# Córdoba Cambia
Cambia Córdoba es una alianza política de la provincia Córdoba formada en 2019 como continuación de la coalición Juntos por Córdoba, disuelta tras la división entre distintos sectores de la UCR. Es el brazo político de Juntos por el Cambio en la provincia.

## Partidos integrantes
Los principales partidos políticos que componen la alianza son los siguientes:
1. Unión Cívica Radical
2. Propuesta Republicana
3. Frente Cívico de Córdoba
4. Coalición Cívica ARI
5. Peronismo Republicano